# Kitty Verbeek
Kitty Verbeek (Velsen, 28 mei 1919 - Amsterdam, 30 mei 2007) was van oorsprong een verpleegkundige die een belangrijke en vernieuwende bijdrage heeft geleverd aan de verbetering van de psychiatrie in zowel Nederland als India. Verbeek was tevens de eerste grote leider in het hoger beroepsonderwijs voor verpleegkundigen, meest bekend als directeur van het Seminarium voor Gezondheidszorg in Leusden, de voorloper van de Hogeschool Utrecht.
Op verzoek van Wereldgezondheidsorganisatie (WHO) zette zij vanaf 1955 een vervolgopleiding op in de geestelijke gezondheidszorg voor verpleegkundigen in Bangalore, India. Verbeeks voor die tijd unieke visie was dat een vertrouwenwekkende omgeving belangrijk was voor het herstel van patiënten in psychiatrische ziekenhuizen. Zij wilde daar dat leerlingen van psychiatrie opleidingen het vermogen ontwikkelden om patiënten te kunnen begrijpen en leerde ze de hiervoor nodige sociale vaardigheden aan.
In 1971 werd Verbeek de onderscheiding Ridder in de Orde van Oranje-Nassau toegekend en in 1984 de kreeg zij de onderscheiding Officier in de Orde van Oranje-Nassau. In 2007 werd door het Nederlands Instituut voor Psychiatrische Verpleegkunde (NIPV) de Kitty Verbeek Prijs naar haar vernoemd, een tweejaarlijkse schrijfprijs met het onderwerp "Waar gaat het om bij het verplegen van mensen met psychiatrische problematiek?".